# Knud Schrøder
Knud Schrøder (28. juli 1903 – 15. cecember 1976) var em dansk filmskuespiller. Han var med i 23 film mellem 1944 og 1965, men især kendt fra Café Paradis (1950) og Far til fire i byen (1956).

## Filmografi
- Jensen længe leve (1965)
- En ven i bolignøden (1965)
- Kampen om Næsbygaard (1964)
- Premiere i helvede (1964)
- Der brænder en ild (1962)
- Rikki og mændene (1962)
- Det skete på Møllegården (1960)
- Forelsket i København (1960)
- Helle for Helene (1959)
- Far til fire og ulveungerne (1958)
- Seksdagesløbet (1958)
- Tag til marked i Fjordby (1957)
- Der var engang en gade (1957)
- Ingen tid til kærtegn (1957)
- Far til fire i byen (1956)
- Den kloge mand (1956)
- Min datter Nelly (1955)
- Ved Kongelunden (1953)
- Det store løb (1952)
- Vejrhanen (1952)
- Café Paradis (1950)
- Den opvakte jomfru (1950)
- Elly Petersen (1944)

## Eksterne links
- Knud Schrøder på gravsted.dk
- Knud Schrøder på Internet Movie Database (engelsk)
- Knud Schrøder på Filmdatabasen
- Knud Schrøder på danskefilm.dk
- Knud Schrøder på danskfilmogtv.dk
- Knud Schrøder på Svensk Filmdatabas (svensk)
- Knud Schrøder på The Movie Database (engelsk)